# Koninklijke Serres van Laken

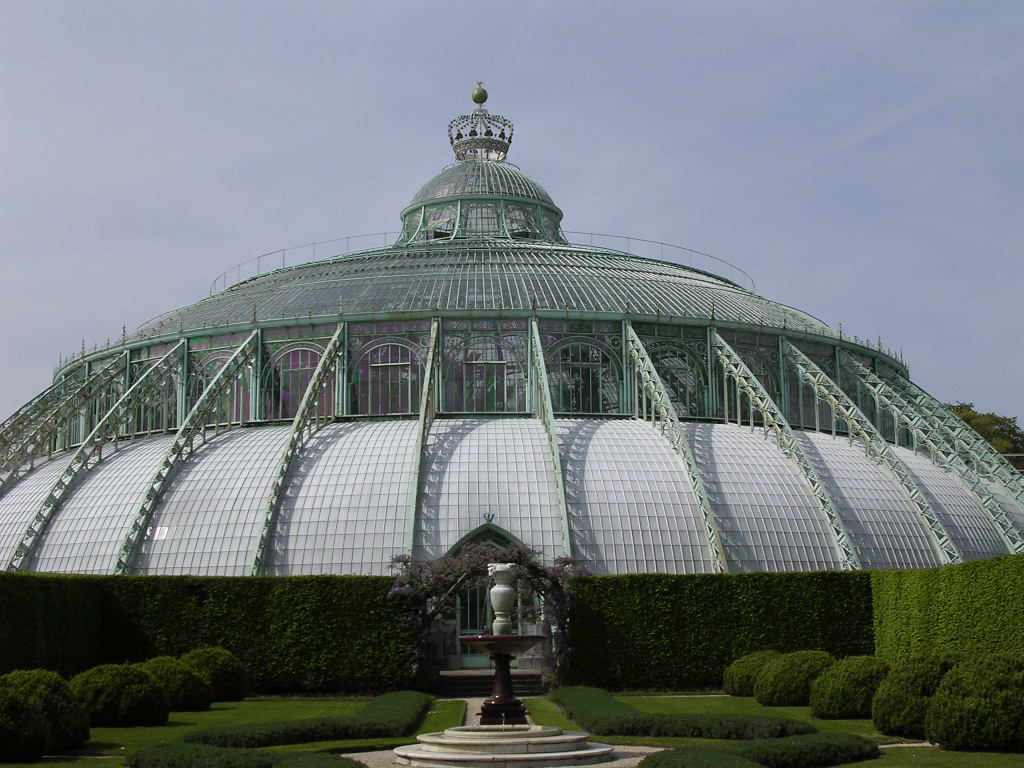
De Wintertuin

De Koninklijke Serres van Laken (Frans: Serres royales de Laeken) zijn een complex van kassen (in België algemeen serres genoemd, zowel in het Nederlands als het Frans) bij het kasteel van Laken. De kassen werden in art nouveau gebouwd door Alphonse Balat in opdracht van Leopold II. Dit kassencomplex maakt deel uit van de Koninklijke Schenking.

## Geschiedenis
Koning Leopold II had op de Wereldtentoonstelling van 1851 het Crystal Palace bezocht en wilde in zijn kasteeltuin ook zo'n vooruitstrevend bouwwerk, dat zijn liefde voor planten zou combineren met multifunctionele ruimtes die als feest-, theater- en eetzaal konden worden gebruikt. Hij deed hiervoor een beroep op de botanicus Jean Linden, maar diens ontwerp was te weinig ambitieus. Vervolgens schakelde hij zijn architect Alphonse Balat in. Zijn plannen overtroffen al wat op dat gebied reeds was gerealiseerd, zelfs het Palm House in de Londense Kew Gardens (1844-1848) en de botanische tuin van Carl Bouché in Berlin-Schöneberg. De realisatie kwam tot stand in nauw overleg tussen Balat en de koning, na veelvuldige gesprekken, briefwisseling en gepresenteerde voorontwerpen. 
De inhuldiging vond plaats in 1880, maar ook nadien werd het complex nog uitgebreid. De koning was in die periode bezig met het voorbereiden van zijn Kongo-Vrijstaat, die in 1885 werd gesticht. De kassen waren bedoeld als symbool van 's konings koloniale macht: planten uit Midden-Afrika zouden die macht illustreren. In het bijzonder de Congoserre en de Embarcadèreserre werden in 1886-1888 vanuit die optiek gebouwd. Een derde zone, het Palmenplateau, werd geconstrueerd van 1892 tot 1905. Hiervoor deed Leopold na de dood van Balat een beroep op Henri Maquet en Charles Girault. Het octogonale Palmenpaviljoen was ingericht als slaapkamer en verbonden met het kasteel door een onderaardse gang. Hier ontving Leopold maîtresses.
De Wintertuin bij het paleis te Laken fungeert nog steeds als decor voor de ontvangsten van de koning. Elk jaar in de lente worden de kassen gedurende twintig dagen gedeeltelijk voor het publiek opengesteld volgens de wens van Leopold II. Deze traditie wordt door alle vorsten die na hem regeerden voortgezet.

## Architectuur

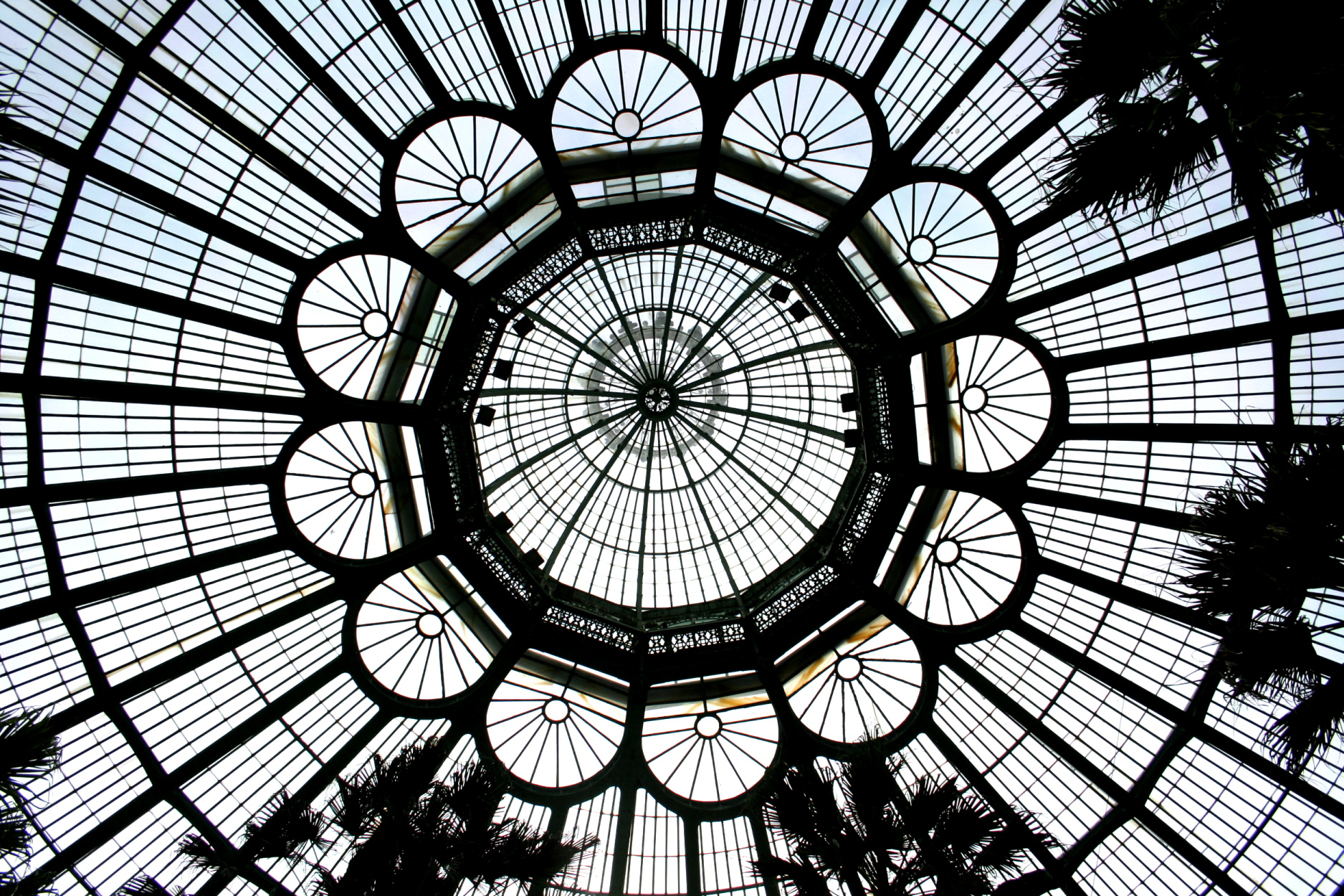
De koepel van de Wintertuin

Het kassencomplex omvat verscheidene ijzer- en glasconstructies die onderling op ingenieuze en speelse wijze verbonden zijn door verglaasde galerijen. De totale oppervlakte van dit complex is 2,5 hectare. Het geheel is ingeplant in een natuurlijk heuvelachtig parklandschap van 14.000 m². 
De bestaande neoklassieke Oranjerie uit 1817-1819 (architecten Guislain-Joseph Henry en François Verly) is via de Theaterserre verbonden met het Kasteel. Ertegen is de Eetzaalserre aangebouwd.
De grootste kas, de ronde koepelvormige Wintertuin (1874) met een diameter van 57 m en een hoogte van 25 m, is opgebouwd uit een aantal concentrische gietijzeren spanten die halverwege hun overspanning extra ondersteund worden door een rondgaande Dorische zuilengang. Begin- en eindpunt van de spanten steunen op de grond zodat de kas het beeld biedt van een glazen koepel die door luchtbogen wordt geschoord. Door de enorme afmetingen was het mogelijk in deze rotonde Congolese palmbomen te planten. Deze Wintertuin, het belangrijkste gebouw van het complex, was van groot belang voor de ontwikkeling van de ijzerarchitectuur. 
Tussen 1885 en 1887 ontwierp Balat nog de Palmen-, de Congo- en de Dianaserres, alsook de Embarcadèreserre. Die laatste bestaat uit twee evenwijdige compartimenten onder tongewelf, waarvan het tweede een koepel bevat gedragen door Korinthische zuilen in ijzer. Ze is gedecoreerd met Chinese vazen en met twee standbeelden van Charles Van der Stappen (De dageraad en De avond).
Ten slotte werd in 1893 de "IJzeren kerk" toegevoegd, een door kranskapellen omgeven neo-Byzantijns geheel waarvan de koepel gedragen wordt door twintig kolommen van Schots graniet. Deze kas wordt dan ook officieel de Kapelserre genoemd.

## Onderdelen
Het complex bestaat uit 36 paviljoenen van glas en groengeverfd ijzer, waaronder de:
- Wintertuin (1874-1876)
- Palmenserre
- Congoserre (1886-1888)
- Maquetserre (1902)
- Eetzaalserre (1883)
- Theaterserre (herbouwd door Girault in 1905)
- Embarcadèreserre
- Grote Galerij
- Spiegelserre (vroeger Narcissuspaviljoen)
- Ondergrondse Galerij
- Geraniumgalerij
- Palmenpaviljoen (1880)
- Azaleaserre (1885)
- Dianaserre
- Débarcadèreserre
- Paradijsweg
- IJzeren kerk
- Sacristie
- Nieuwe Oranjerie (1902)

## De koninklijke plantencollectie
De plantencollectie bevat planten die reeds in de tijd van Leopold II werden aangeplant. Er zijn vele plantensoorten te zien, waaronder azalea’s, banaan, bamboe, Belgische vlag, Brugmansia, Camellia japonica, Chinese schermpalm, fuchsia’s, hibiscussen, hertshoornvaren, hortensia's, Japanse sierkers, Kaapse jasmijn, Medinilla magnifica, orchideeën, palmen, pantoffelplant, paradijsvogelbloem, Pelargonium, rododendrons, rozen, varens, en de witte aronskelk.
Vlak bij de oranjerie staat de dikste mammoetboom van het Brussels Hoofdstedelijk Gewest.

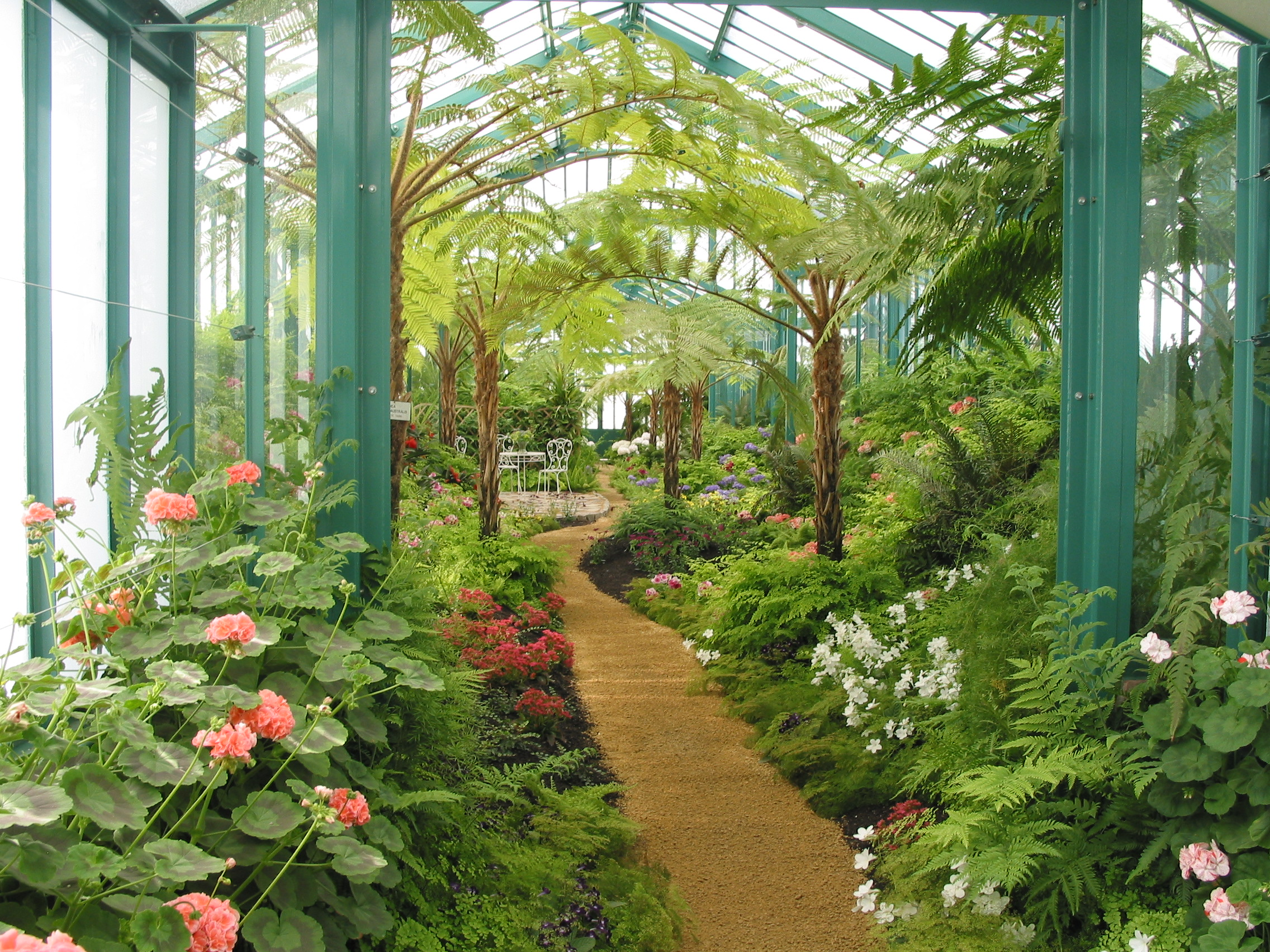
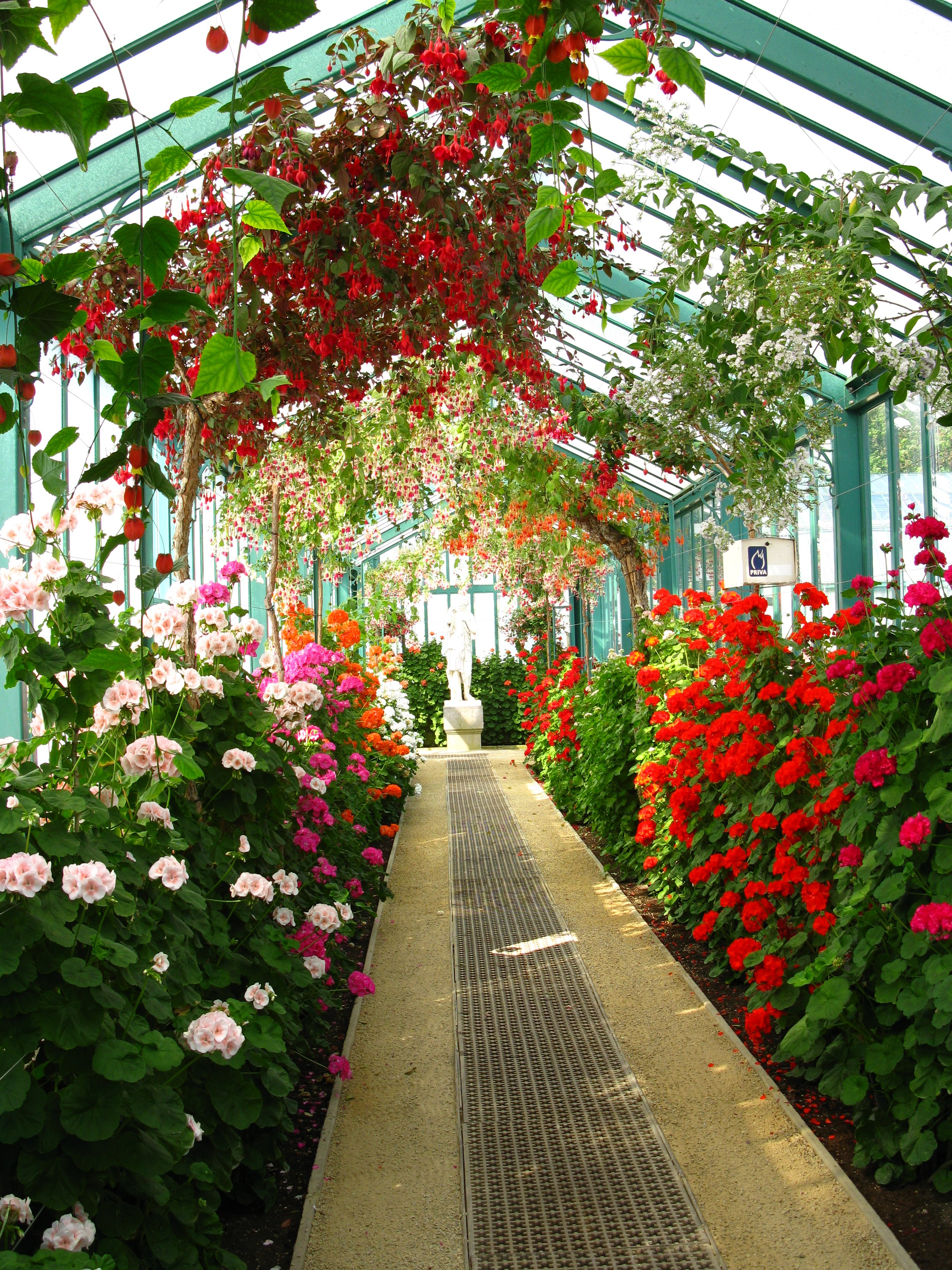
Galerij van geraniums en fuchsia's
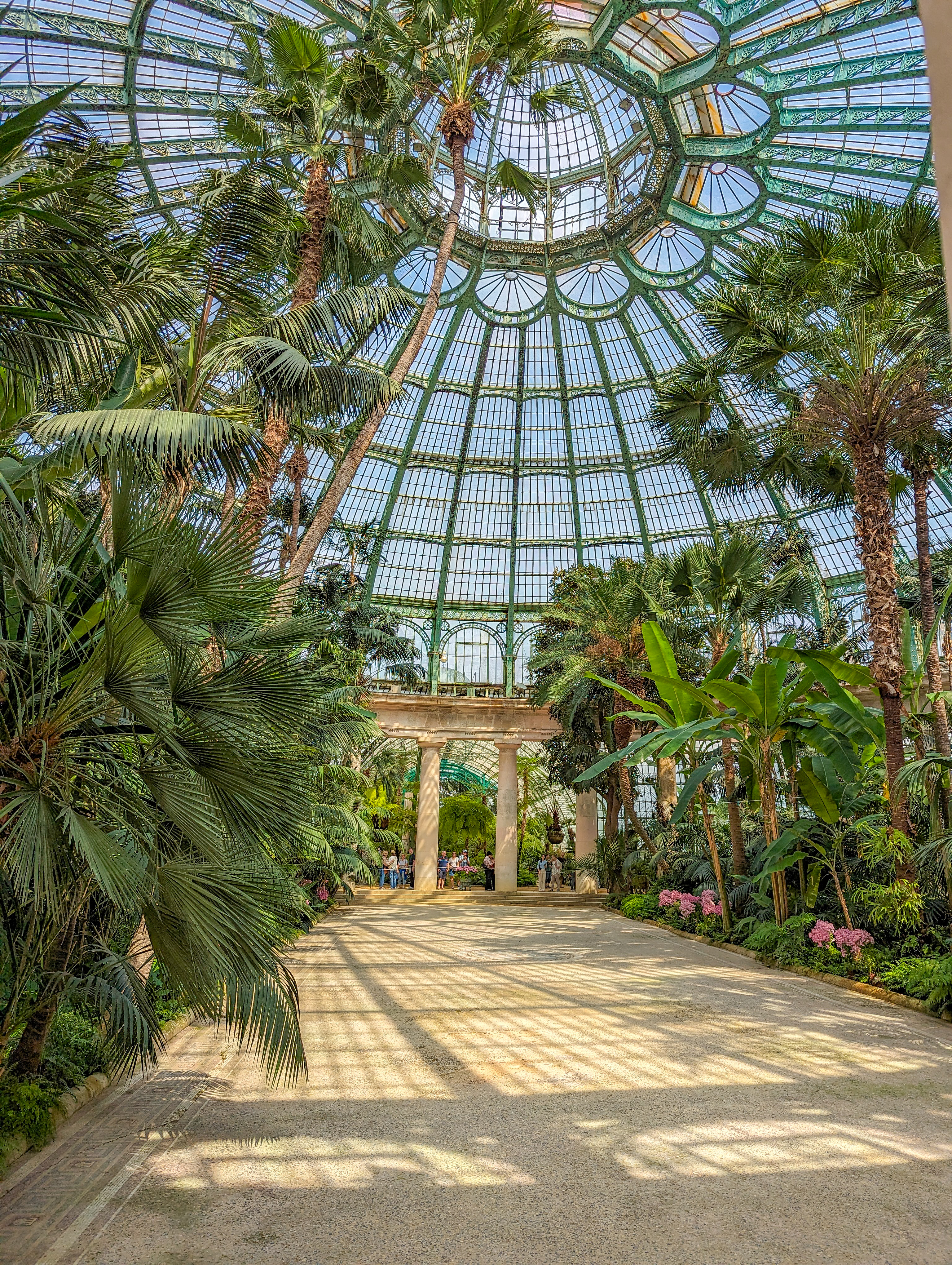
Zicht op de Wintertuin tijdens de lente van 2024